# Lisa Harriton
Lisa Rae Harriton (18 de novembro de 1980 - ) é uma musicista britânica, que tornou-se a tecladista e vocalista de apoio da banda norte-americana de rock alternativo The Smashing Pumpkins.